# Philip Lamantia
Philip Lamantia (23. oktober 1927 – 7. marts 2005) var en amerikansk digter og underviser. Lamantias visionære digte – ekstastiske, erotiske og fyldte med rædsel – udforskede drømmenes underbevidste verden og kædede den sammen med dagligdagens oplevelser. Han blev født i San Francisco som søn af sicilianske immigranter. Hans lyrik blev første gang udgivet i det surrealistiske tidsskrift View, da han var 15 år gammel. Han fandt senere sammen med beatgenerationens digtere i San Francisco og med The Surrealist Movement in the United States. Han var på plakaten til Six Gallery-oplæsningen i San Francisco i 1955, hvor Allen Ginsberg for første gang fremførte sit digt Howl. 
Nancy Peters, hans kone og litterære redaktør, sagde om ham: "Han fandt, at stoffernes natteverden var en slags moderne ækvivalent til den gotiske borg – en farlig zone, der skulle krydses symbolsk eller eksistentielt."
Han tilbragte en tid sammen med de indfødte i Amerika og Mexico i 1950'erne, hvor han deltog i ritualer, der involverede indtagelse af peyote. Senere i livet vendte han sig mod sin barndoms religion, katolicismen, og skrev mange digte over katolske temaer.

## Værker
- Erotic Poems (1946)
- Ekstasis (1959)
- Narcotica (1959)
- Destroyed Works (1962)
- Touch of the Marvelous (1966)
- Selected Poems 1943-1966 (1967)
- Blood of the Air (1970)
- Touch of the Marvelous – A New Edition (1974)
- Becoming Visible (1981)
- Meadowlark West (1986)
- Bed of Sphinxes: New and Selected Poems, 1943-1993 (1997)

Denne artikel er en oversættelse af artiklen Philip Lamantia på den engelske Wikipedia. 